# Chito Gascon
José Luis Martín C. Gascón, meglio noto come Chito Gascon (Manila, 26 maggio 1964 – 9 ottobre 2021), è stato un politico e attivista filippino.

## Biografia
Nato a Manila all'interno di una famiglia ispanofilippina, studiò filosofia e poi giurisprudenza presso l'Università delle Filippine Diliman.
Durante gli anni degli studi si avvicinò all'ideologia comunista e si dedicò al primo attivismo politico in gruppi giovanili di sinistra. A seguito dell'assassinio di Benigno Aquino Jr. nell'agosto 1983, si mobilitò contro il governo anticomunista di Ferdinand Marcos. Eletto presidente del consiglio studentesco dell'Università Diliman, nel febbraio 1986 partecipò alla rivoluzione EDSA che portò all'instaurazione di un nuovo governo presieduto da Corazon Aquino, vedova di Benigno, e successivamente fu il più giovane membro della commissione – composta prevalentemente da alleati politici della Aquino – incaricata di redigere la Costituzione del 1987. 
L'inclusione di liste elettorali nelle elezioni politiche filippine, concessa proprio dalla nuova Costituzione, gli consentì nel 1987 di essere eletto alla Camera dei rappresentanti, per la lista della gioventù (in inglese Youth Partylist). Membro del Congresso sino al giugno 1992, durante il periodo da deputato fu tra gli artecifici della riorganizzazione del Kabataang Barangay, il consiglio giovanile all'interno di ciascun barangay istituito da Marcos durante gli anni della legge marziale, nel Sangguniang Kabataan e di una legge contro il traffico di minorenni.  
Impegnato negli anni duemila nella difesa legale di membri del Nuovo Esercito Popolare – armata paramilitare del Partito Comunista delle Filippine, considerata un'organizzazione terroristica per via di numerosi attacchi nei confronti di civili e militari – e di presunte vittime della legge marziale, durante la presidenza di Gloria Macapagal-Arroyo venne nominato mediatore del Fronte Democratico Nazionale nelle trattative di pace tra il Partito comunista e il governo. Più tardi fu altresì impegnato in dialoghi di pace con il Fronte di Liberazione Nazionale Moro, il Fronte di Liberazione Islamico Moro e guerriglie islamiste nella regione di Mindanao. 
Durante la presidenza di Benigno Aquino III, figlio di Corazon e Benigno, entrò a far parte della Commissione per i diritti umani delle Filippine, venendo nominato suo presidente nel 2015 a seguito del ritiro di Etta Rosales. Il rimescolamento del quadro politico avvenuto con l'elezione del Sindaco populista Rodrigo Duterte alle presidenziali del 2016 lo portò poi a scontrarsi più volte con il governo in tema di diritti umani. Tra i principali critici della guerra alla droga avviata dal presidente mindanaoense, nella seconda metà degli anni duemiladieci fu inoltre tra coloro che si opposero alla restaurazione della pena capitale nell'arcipelago.
In conseguenza all'aumento delle uccisioni extragiudiziarie nell'arcipelago e alla morte di numerosi minorenni nell'ambito della guerra al narcotraffico, ordinò l'apertura di una serie di investigazioni indipendenti volte a determinare eventuali violazioni dei diritti umani, portando il presidente – distintosi per il linguaggio volgare e colorito – a definirlo «gay oppure pedofilo» per il suo interessamento nelle uccisioni di minori. Nel 2021 espresse il proprio sostegno all'apertura di un'indagine da parte della Corte penale internazionale sulle morti avvenute durante le operazioni antidroga del governo Duterte.
Dal 2015 al 2021 fu membro della Human Rights Foundation, per la regione Asia Pacifica/Asia meridionale.
Morì il 9 ottobre 2021 all'età di 57 anni, dopo aver contratto il virus SARS-CoV-2.